# Дещно (гміна)
Гміна Дещно (пол. Gmina Deszczno) — сільська гміна у північно-західній Польщі. Належить до Ґожовського повіту Любуського воєводства.
Станом на 31 грудня 2011 у гміні проживало 8622 особи.

## Площа
Згідно з даними за 2007 рік площа гміни становила 168.35 км², у тому числі:
- орні землі: 50.00%
- ліси: 40.00%

Таким чином, площа гміни становить 13.93% площі повіту.

## Населення
Станом на 31 грудня 2011:
| Опис     | Загалом | Загалом | Чоловіки | Чоловіки | Жінки | Жінки |
| -------- | ------- | ------- | -------- | -------- | ----- | ----- |
| одиниця  | осіб    | %       | осіб     | %        | осіб  | %     |
| все      | 8622    | 100     | 4315     | 50.05    | 4307  | 49.95 |
| міське   | 0       | 100     | 0        |          | 0     |       |
| сільське | 8622    | 100     | 4315     | 50.05    | 4307  | 49.95 |

## Сусідні гміни
Гміна Дещно межує з такими гмінами: Бледзев, Боґданець, Кшешице, Любневіце, Санток, Сквежина.